# Leptomydas maculatus
Leptomydas maculatus is een vliegensoort uit de familie Mydidae. De wetenschappelijke naam van de soort is, geplaatst in het geslacht Mydas, voor het eerst geldig gepubliceerd in 1871 door Walker.
De soort komt voor in Egypte, Israël en Syrië.